# قیف بازاریابی
قیف بازاریابی (به انگلیسی: Marketing Funnel) روشی پرکاربرد در بازاریابی بر اساس مدل آیدا برای توصیف پویش کاربران در وبسایت‌هاست که در آن کاربران زیادی از وجود یک کالا یا خدمت مطلع می‌شوند و از بالا به قیف بازاریابی وارد می‌شوند. درصدی از این افراد ممکن است به آن کالا یا خدمت نیاز داشته باشند و شروع به تحقیقات راجع به خرید کنند. این افراد به جستجو در وبسایت‌ها، بروشورها و سایر منابع اطلاعاتی می‌کنند و به این ترتیب در قیف به سطوح پایین‌تر منتقل می‌شوند. فقط درصدی از این خریداران بالقوه به پایین قیف می‌رسند و در نهایت محصول یا خدمت را خریداری می‌کنند. در هر سطح از قیف بازاریابی کاربران ایمیل‌های سفارشی شده دریافت می‌کنند و یک دعوت به عمل آنها را به مرحله بعد هدایت می‌کند. بازاریاب‌ها از این دعوت به عمل‌ها برای تحلیل داده‌های کاربران، محاسبه نرخ تبدیل مشتریان بالقوه و بهینه‌سازی فعالیتهای بازاریابی استفاده می‌کنند به طوری که بتوانند کاربران بیشتری را وارد قیف بازاریابی کنند و محصولات و خدمات بیشتری را به فروش برسانند. این رویه داده محور بخش مهمی از بازاریابی اینترنتی است.